# 朝鲜语系
朝鲜语系（英語：Koreanic languages），也稱韓語系和高麗語系，是世界基本語系之一，包括現代的朝鲜語、濟州語，以及一些有爭議的已經滅亡的語言。目前，朝鲜语系主要通行於朝鮮半島、中國東北地區以及俄羅斯遠東地區，使用人口約8100萬。

## 現存語言

朝鮮語系的方言分區。

朝鮮半島上的諸語言傳統上都認為是朝鮮語的方言，但有些語言之間的歧異程度大到難以互通，因此有些學者會將韓語拆分成2、3種獨立語言。

### 朝鮮半島
朝鮮半島是朝鮮語系最主要的通行區域，而其下諸語言及方言也在此區域形成一個方言连续体。範圍除包含半島全境之外，還延伸至中國吉林省的延边朝鲜族自治州以及濟州島等地，而在此連續體兩端的語言歧異程度已經達到 無法相互溝通的程度。語言學家將朝鮮語根據韓國的道界，劃分為5至6個方言區，其中延邊朝鮮語包含於咸镜方言之中。
朝鮮語方言的分化可能源自於中世朝鲜语，各方言之間的腭音化的程度不同，其重音、母音、濁擦音、詞中音「/k/」，及字首音「/l/」和「/n/」的方音不同。
朝鮮語的分期可透過其流通時期分為原始朝鮮語、古朝鮮語（6-10世紀）、早期中世朝鮮語（10-14世紀）、晚期中世朝鮮語（15-16世紀）、近代韓語（16世紀至今）。朝鮮語最早的文字形式為漢字表記，而其發音的紀載大多是透過間接描述，僅能透過間接證據推測構擬。目前關於古朝鮮語的紀載相當稀少，大多依據銘文以及《三國遺事》中所記載流通於7世紀至9世紀時的鄉歌。10-14世紀通行的早期中世朝鮮語研究，最重要的文獻亦為漢語文獻，如成書於1104年的《雞林類事》及13世紀中葉的《鄕藥救急方》等。在此時期，朝鮮語吸收了大量漢語借詞，也對朝鮮語的發展造成重要的影響。據估計，漢語借詞占了朝鮮語詞庫的一半以上，但在基礎語彙中僅占10%。直到15世紀，朝鮮世宗發明了諺文，晚期中世朝鮮語之後的朝鮮語音值才有了準確且詳細的紀錄。在此之前，
目前朝鮮和韓國的标准方言皆是依據流通於首爾的優勢方言所制定，但朝鮮方面宣稱是透過平壤流通方言所制定，兩國的標準語之間在發音及詞彙上有些許的差異。另外，朝鮮標準語刪除了大量借詞，而韓國標準語則引入了更多漢語及英語借詞。儘管如此，由於兩種標準語都是源自於首爾方言，因此彼此之間大致上可以相互理解和溝通。
19世紀至20世紀左右，由於耕地歉收及日本殖民，大量朝鮮人向北移入滿州及俄羅斯遠東的滨海边疆区。日本扶植滿州國成立後，也強制引入大量朝鮮勞工至中國東北，至今仍有200萬朝鮮裔居民居住於中國，大多居住於中朝邊境的延边朝鲜族自治州，在此自治區內朝鮮語具有官方語言的地位。

## 爭議
- 有人認為朝鮮語為孤立語言，濟州語為朝鮮語的方言。
- 白桂思認為古代的朝鮮半島和中國東北地區的濊貊、扶餘國、高句麗、百濟、新羅等國家的語言存在一定聯繫，提出了扶餘語系的假說，亦可能與日本語系也存在一定聯繫。[27]
- 荷馬·胡爾伯特（英语：Homer B. Hulbert）提出了達羅毗荼-韓超語系假說，認為達羅毗荼語系和韓語系可能存在發生學關係。
- 持阿爾泰超語系假說的人認為：朝鮮語系和突厥語系、蒙古語系、通古斯語系、日本語系、阿伊努語可以組成阿爾泰語系，但該語系已經普遍被主流學者否定。

## 朝鲜语系之下的语言
- 朝鮮语系
  - 扶余语族†（假說）
    - 濊貊語†（hmk）
    - 高句麗語†（zkg）
    - 百濟語†（xpp）

  - 朝鮮語族/新羅語族
    - 古朝鮮語(新羅語)†（oko）
      - 中古朝鮮語†（okm）
        - 朝鮮語（kor）[28]
          - 文化語（문화어）
          - 標準語（표준어）
          - 中國朝鮮語（중국조선어）
          - 在日朝鮮語（재일조선어）
          - 高麗語（고려말）

        - 濟州語（jje）